# Thomas Scrubb
Thomas Ryan Scrubb (nacido el 26 de septiembre de 1991 en Richmond, British Columbia) es un jugador profesional  de baloncesto canadiense con pasaporte británico, que juega de alero. Actualmente juega en La Laguna Tenerife de la Liga ACB. Es hermano del también baloncestista Philip Scrubb.

## Profesional
Jugador formado en los Carleton Ravens junto a su hermano Philip Scrubb, ganarían con los Ravens (equipo universitario de Carleton) cinco títulos consecutivos de CIS. Llegó en 2015 a Finlandia para jugar en las filas del Joensuun Kataja
Tras realizar una buena temporada en Finlandia, en 2016 firma por los Gießen 46ers de la BBL.
En la temporada 2017-2018 firma por el Felice Scandone Basket Avellino de la Lega Basket Serie A.
En la siguiente temporada juega en el Pallacanestro Varese,  también de la Lega Basket Serie A.
En verano de 2019, se marcha a Francia y firma por el Strasbourg IG.
En la temporada 2020-21, juega en las filas del JL Bourg Basket de la PRO A francesa. En la liga francesa promedió 8 puntos (51.2 por ciento en tiros de dos; 34.7% en los de 3 y casi un 80 % en tiros libres), 4.3 rebotes y 1.5 asistencias en 23.9 minutos por partido. En la Eurocup su promedio de acierto llegó al 70’6 por ciento en tiros de dos) además de aportar casi cuatro rebotes y 1’5 asistencias por partido. 
En julio de 2021, firma por el Monbus Obradoiro de la Liga ACB, la primera división del baloncesto en España.

## Internacionalidades
Internacional por Canadá, en 2016 disputó el preolímpico para los Juegos Olímpicos de Río de Janeiro.